# Knut Anton Walter Gyllenberg
Knut Anton Walter Gyllenberg (* 5. April 1886 in Malmö; † 25. Juli 1952 in Lund) war ein schwedischer Astronom, der 1916 den Asteroiden (846) Lipperta entdeckte.
Ab 1908 studierte er an der Universität Lund und erhielt 1911 den Bachelor, 1913 den Master of Arts, 1914 die Licenza und 1915 den Doktortitel (Ph.D.). 1915 wurde er außerordentlicher Professor und 1932 wurde er zum Professor ernannt.
Ab 1912 war er Assistent der Abteilung für Astronomie und ab 1921 Beobachter am Alten Observatorium Lund (IAU-Code 039). Er beschäftigte sich hauptsächlich mit Astrometrie.
Er wurde 1916 und 1923 mit dem Fernerska-Preis und 1926 mit dem Wallmark-Preis ausgezeichnet.

## Entdeckte Asteroiden
Er ist höchstwahrscheinlich K. Gyllenberg, dem das Minor Planet Center die Entdeckung des Asteroiden (846) Lipperta am 26. November 1916 zuschreibt. Er entdeckte diesen Asteroiden an der Hamburger Sternwarte in Hamburg-Bergedorf.
| Asteroid       | Asteroidentyp            | Entdeckungsdatum  | Provisorische Bezeichnung(en) |
| -------------- | ------------------------ | ----------------- | ----------------------------- |
| (846) Lipperta | Äußerer Asteroidengürtel | 26. November 1916 | 1916 AT; 1933 XF; 1943 QF     |